# Anna Sipos
Anna Sipos (Szeged, 3 de abril de 1908-Budapest, 1 de enero de 1988) fue una jugadora húngara de tenis de mesa. Fue la primera mujer en utilizar la forma de coger la raquera denominada «de lapicero» (posteriormente denominada «presa asiática» por ser el estilo habitual de los jugadores asiáticos).
Sipos y Mária Mednyánszky fueron las dominadoras absolutas del tenis de mesa femenino internacional entre 1926 y 1933. Ganó la mayoría de sus títulos en la década de 1930. Su compañero en dobles mixtos fue el gran Viktor Barna. Sipos consiguió veintiuna medallas en el campeonato del mundo, once de las cuales fueron de oro y dos de ellas como campeona del mundo individual (1932 y 1933).
Fue miembro de la Selección Nacional húngara de tenis de mesa entre 1928 y 1939, y ganó cuatro veces el campeonato nacional húngaro. Desde 1949 fue la entrenadora jefe de la selección nacional femenina húngara.

## Reconocimientos
Ingresó en el Salón de la Fama del Tenis de Mesa de la ITTF en 1993, y fue incluida en el International Jewish Sports Hall of Fame en 1996,